# جامعة يورك (كندا)
جامعة يورك (بالإنجليزية: York University) هي جامعة عامة في مدينة تورونتو في مقاطعة أونتاريو في كندا تأسست عام 1959. وهي ثالث أكبر جامعة في كندا.
يدرس في جامعة يورك ما يقارب 55,000 طالب، و7,000 موظف وعضو هيئة تدريس، و260,000 خريج حول العالم فيها 11 كلية، و28 مركز بحوث. وتشارك الجامعة في وكالة الفضاء الكندية، كما أن كلية العلوم وكلية الهندسة تعمل منشأة بحوث رئيسية لإستكشاف المريخ وتقوم بتصميم العديد من آلات أبحاث الفضاء والتطبيقات المستخدمة حالياً من وكالة ناسا. وتعتبر جامعة يورك من أول الجامعات المانحة للدكتوراه بالفلسفة في كندا في مختلف المجالات بما فيها دراسات المرأة. ومن المعروف بأن كلية العمل الاجتماعي هي واحدة من أكثر البرامج استجابة اجتماعية بالبلاد. ولأكثر من مرة صُنفت كلية الحقوق وكلية إدارة الأعمال من بين أهم المنشآت التعليمية في كندا والعالم.

## التاريخ

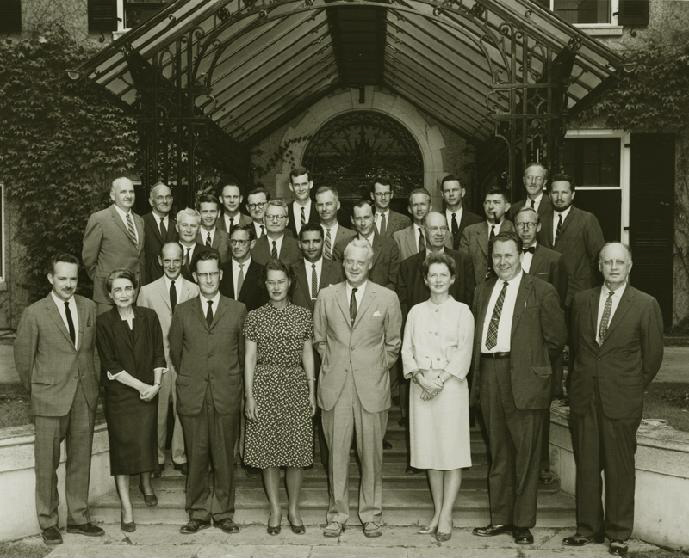
أعضاء هيئة التدريس لجامعة يورك 1961

تأسست جامعة يورك سنة 1959 كمؤسسة غير طائفية بموجب قانون جامعة يورك. وحصلت على الموافقة الملكية في الجمعية التشريعية لأونتاريو في 26 مارس 1959. عُقدت أول دورة تدريسية في سبتمبر 1960 في قاعة فالكونر في حرم جامعة تورنتو مع ما 76 طالباً.
سياسة التعليم الجامعي الكندية في ستينات القرن العشرين جائت استجابة لضغط السكان الذين كانوا يعتقدوا بأن التعليم العالي هو مفتاح العدالة الاجتماعية والإنتاجية الاقتصادية لأفراد المجتمع. وتتكون الإدارة من مجلسين، مجلس الشيوخ (أعضاء هيئة التدريس) وهو المسؤول عن السياسة الأكاديمية ومجلس المحافظين (المواطنين) التي تمارس سيطرة حصرية على السياسات المالية وأمور أخرى، هذه القوانيين جائت على غرار قانون الإدارة لجامعة تورنتو سنة 1906.

## أبرز الخريجين
- ستيف ماكلين.
- رايتشل مكأدامز.
- جاك لايتون.
- ربا ندا.

## وصلات خارجية
- الموقع الإلكتروني

## صور

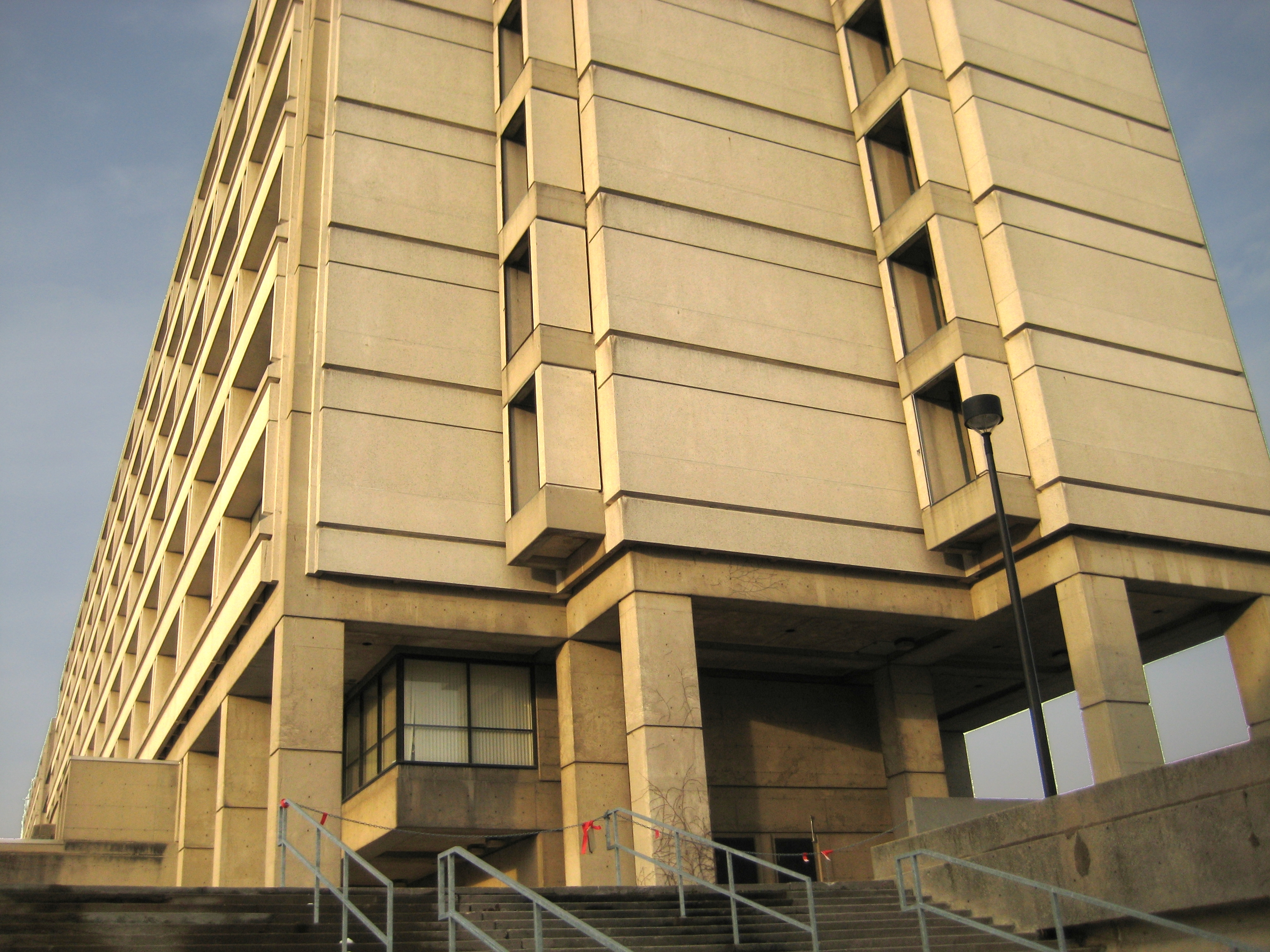
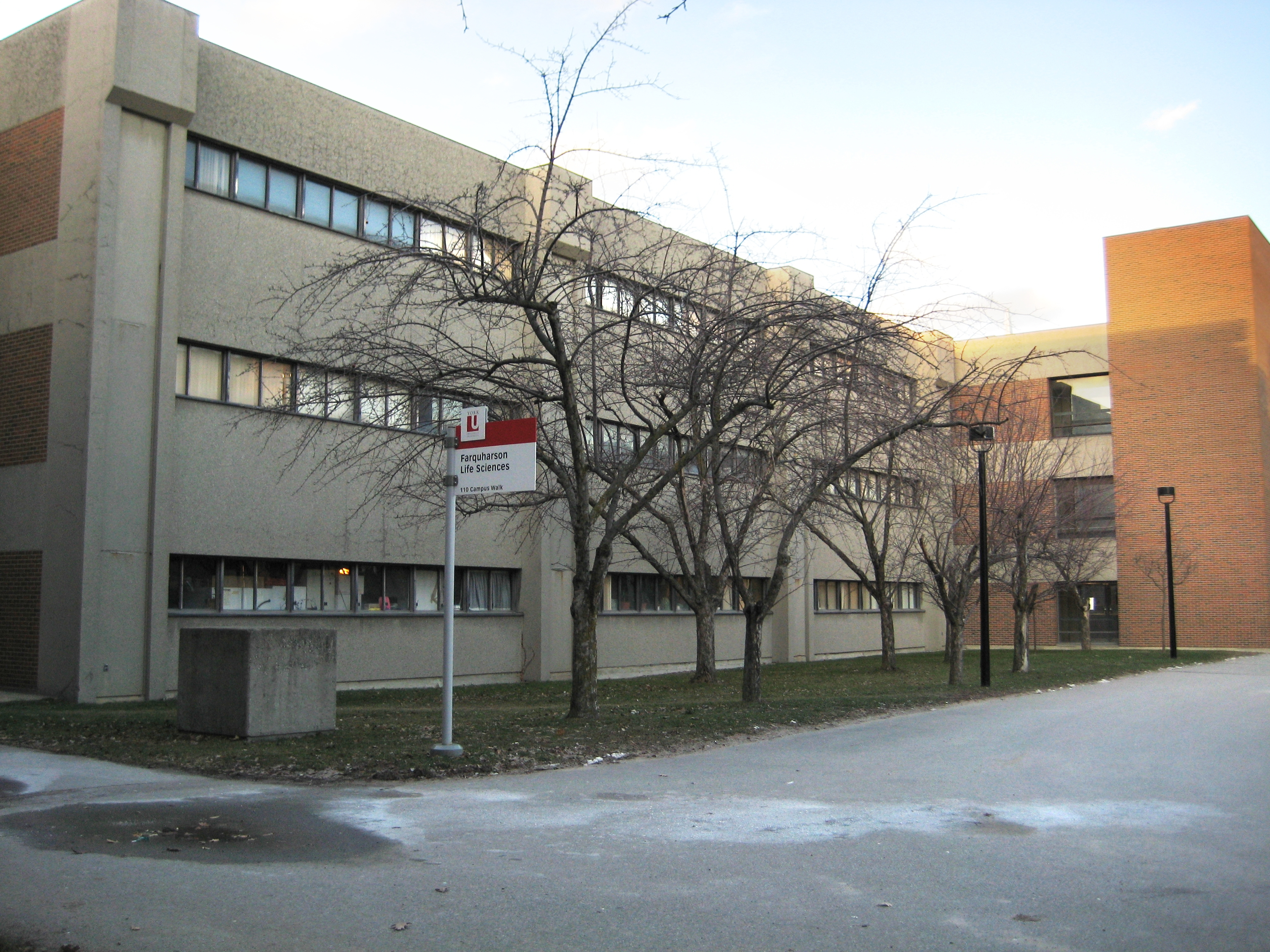
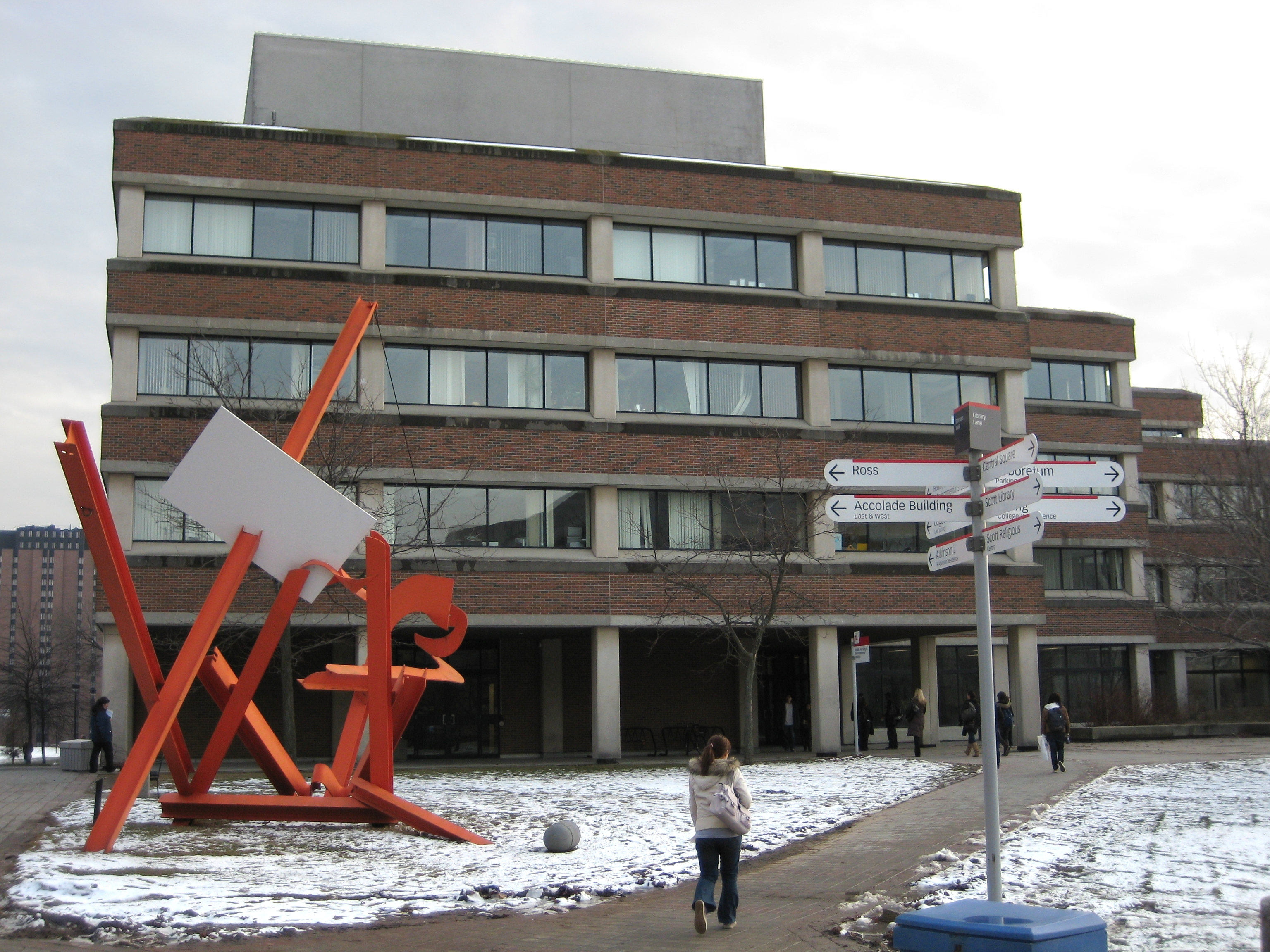
مبنى دراسات الصحة والتمريض والبيئة
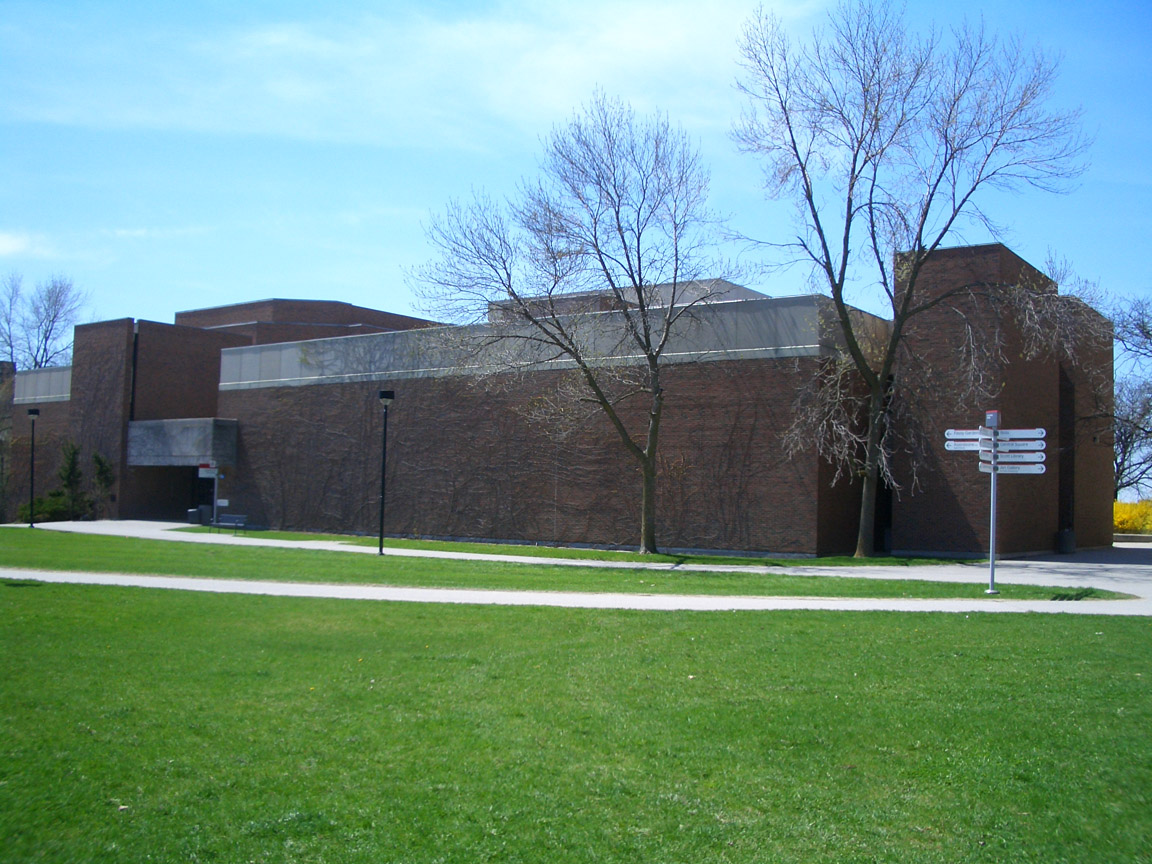
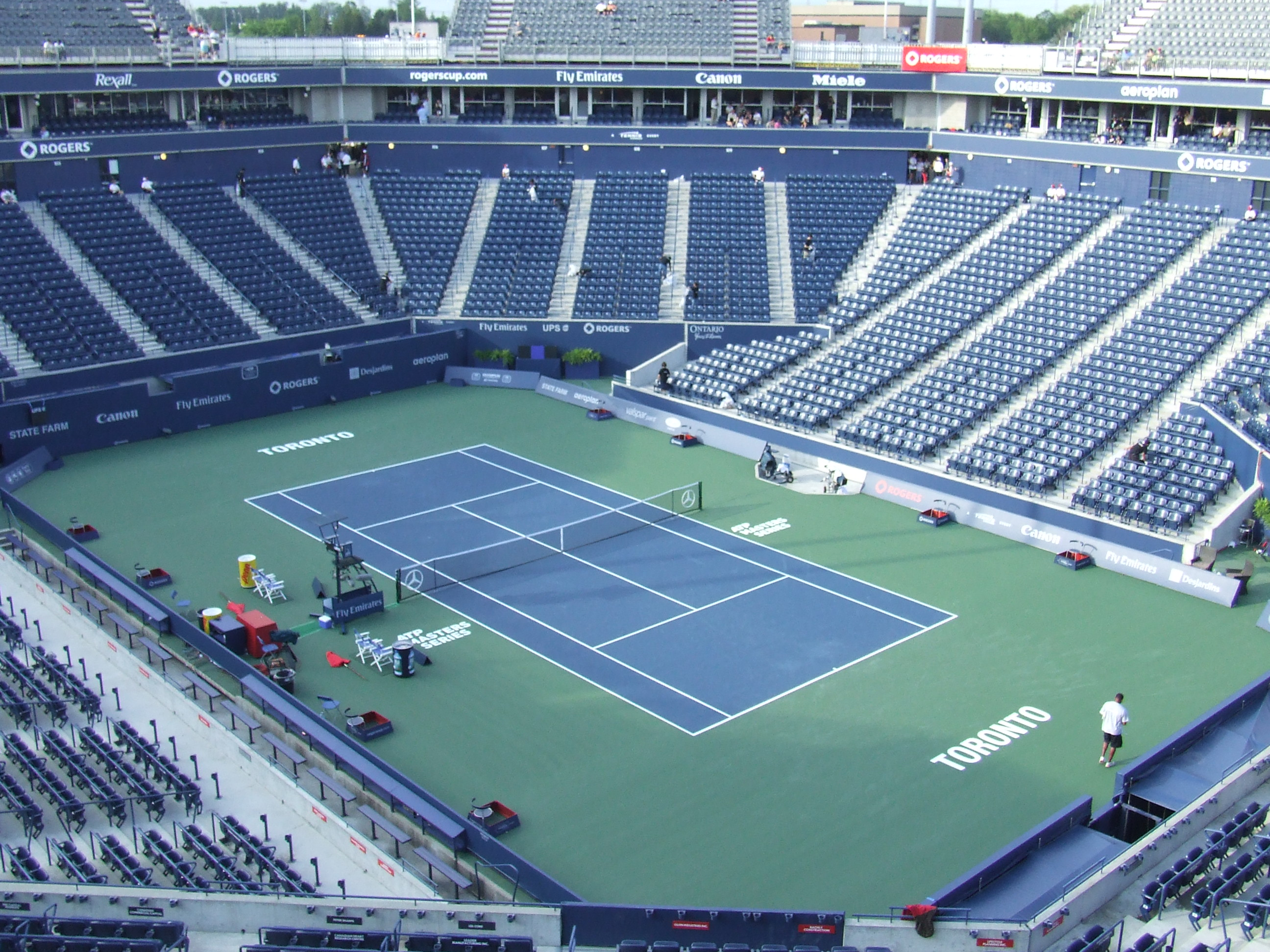
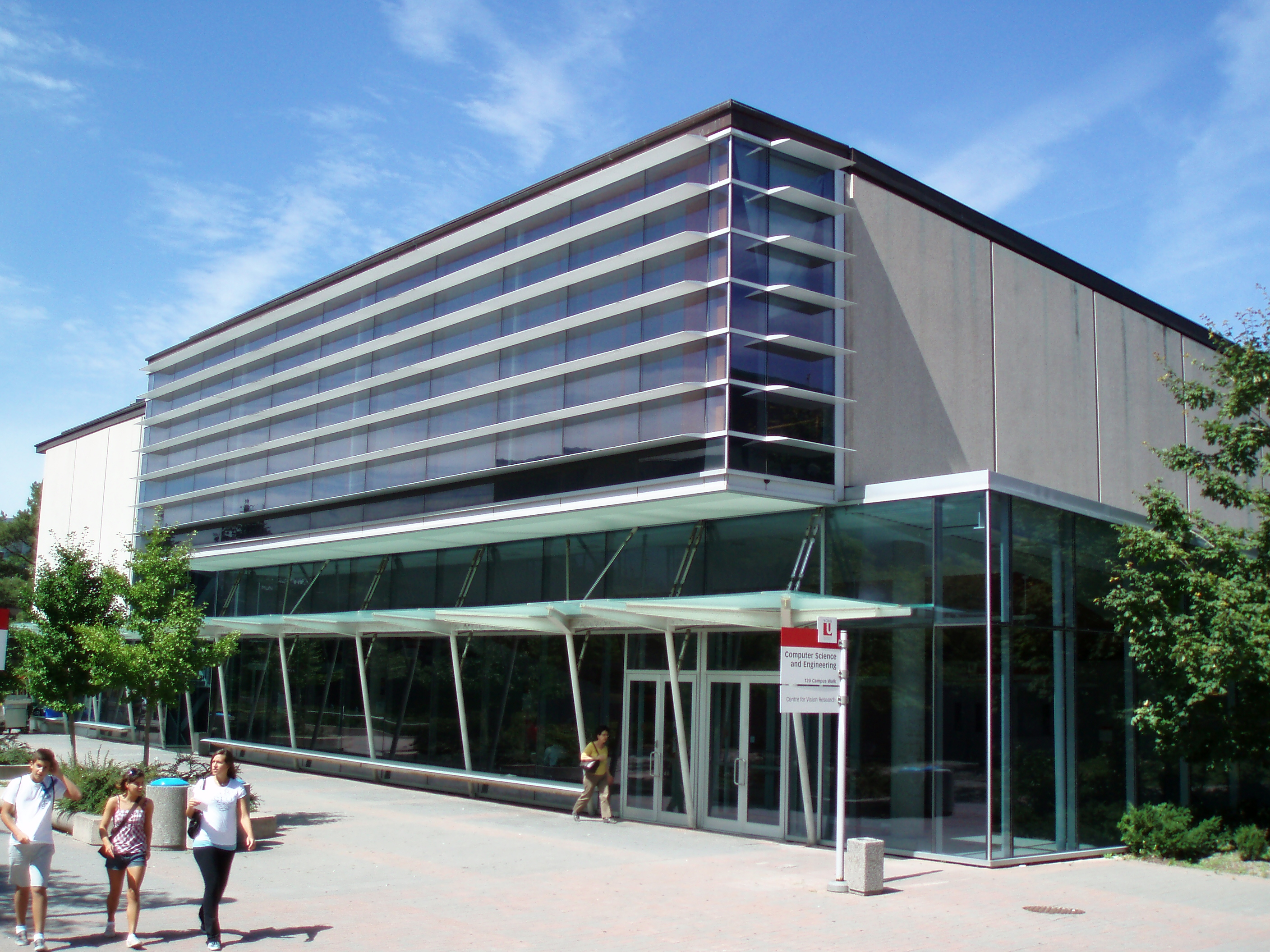
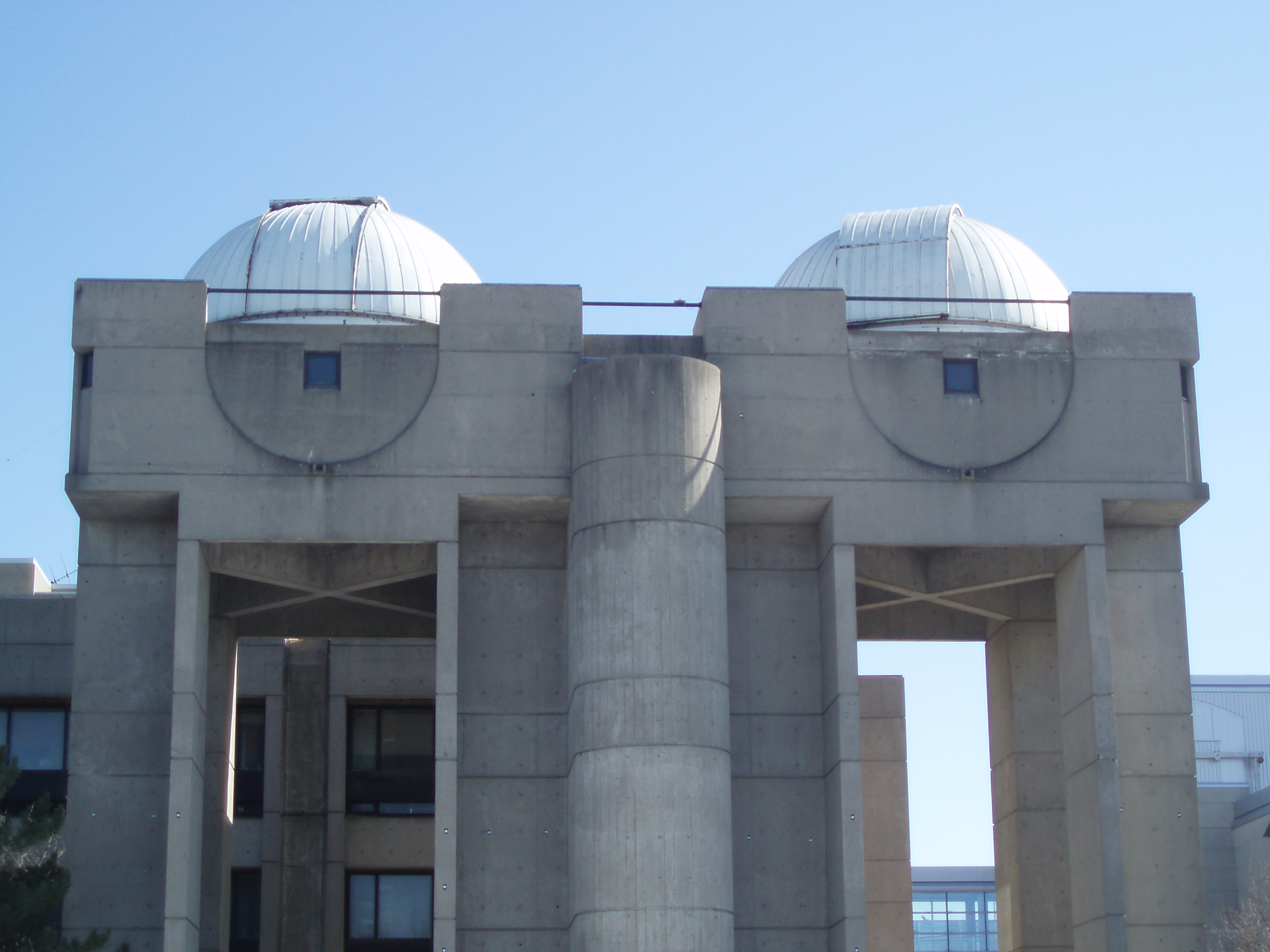
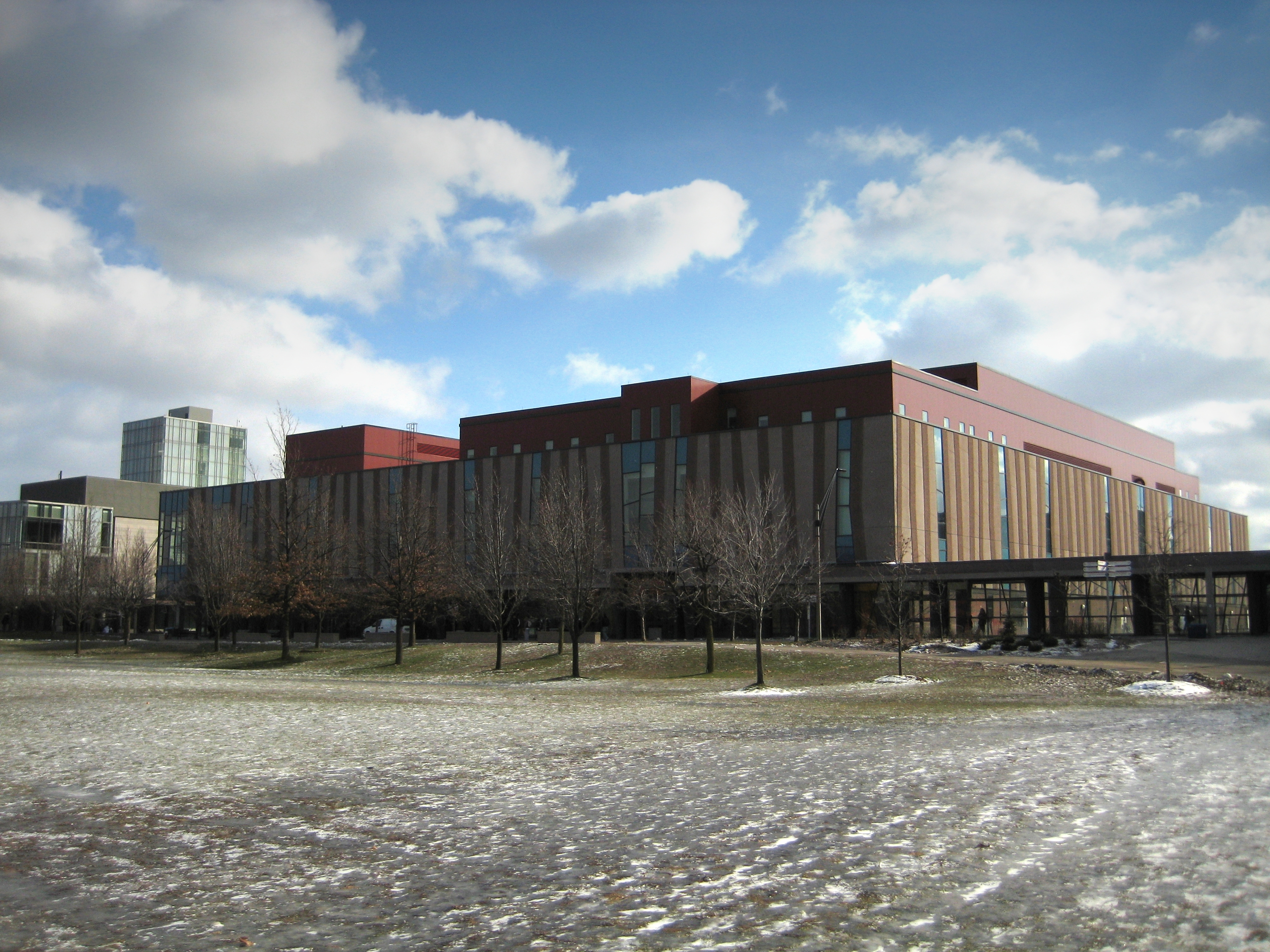